# Jérusalem J1
Jérusalem J1, en arabe : منطقة J1, est un sous-district du gouvernorat de Jérusalem en Palestine. Il correspond à Jérusalem-Est.
Selon le recensement du bureau central palestinien des statistiques, il compte une population de 281 163 habitants en 2017.